# Кот, петух и лиса
«Кот, петух и лиса» ( «Котик и петушок», «Сказка про котика и петушка», «Сказка о котике и петушке»; укр. Казка про котика і півника) — сюжет восточнославянских народных сказок. Относится к так называемым сказкам о животных.
По системе классификации сказочных сюжетов Аарне-Томпсона имеет индекс 61В «Кот, петух и лиса»: в отсутствие кота лиса выманивает и уносит петуха, кот настигает её и спасает петуха.
Русских вариантов — 49 (из них 3 — в сборнике Афанасьева), украинских — 11, белорусских — 8.
Сказка печаталаcь в сборниках сказок и отдельной книгой, а также выпускалась в виде аудиосказки.

## Сюжет
Сказка начинается с представления главных персонажей: кота и петушка, живущих в избушке где-то в лесу. В некоторых вариантах вместо петуха фигурирует мальчик по имени Жихарь/Жихарка, а также и живущий вместе с ними воробей; в варианте, записанном в Никольском уезде Вологодской губернии, кот и петух живут вместе со стариком, уходящим на работу, оставляя кота и петуха дома; в сказке «Котик-бродик», записанной Василием Чернышёвым и вошедшим в сборник «Сказки и легенды пушкинских мест» здесь живут два брата кота: старший и младший (последнего по сюжету и похищает лиса); в литературной обработке Алексея Толстого среди живущих здесь персонажей также присутствует и дрозд.
В большинстве вариантов не описывается, как кот и петух начали жить в избушке. Один из украинских вариантов повествует о том, что у старика со старухой жил кот по имени Мурко. Когда кот постарел и перестал ловить мышей, то дед отнёс его в лес. Кот не оплошал и построил себе домишко-хату, в который пригласил жить петуха.
Далее, по сюжету, кот отправляется куда-то по делам, при этом строго наказав петуху не выходить из дому и никого в дом не пускать. Прознавшая про избу кота Лиса Патрикеевна хитростью выманивает петушка (запев песню и предлагая выйти в обмен на угощение вроде гороха), после чего похищает его и бежит с ним в глубь леса. Петух начинает звать на помощь:

Понесла меня лиса, понесла петуха за тёмные леса, в далёкие страны, в чужие земли, за тридевять земель, в тридцатое царство, в тридесятое государство. Кот Котонаевич, отыми меня!
— Вариант №37, записанный Афанасьевым в Никольском уезде Вологодской губернии
Кот, услшыва крики своего друга, успешно отбивает у неё петушка, после чего идёт с ним домой.
Вскоре после этого кот вновь уходит, опять предупредив петуха, чтобы тот во время сидел дома. Однако и на этот раз лиса приходит, выманивая петушка. К сожалению, кот уже не слышит петуховы крики о помощи, и лиса успешно приносит петуха к себе домой. Однако в это время вернувшийся домой кот обнаруживает пропажу, и приходит по лисьему следу к её избе, где она со своими лисятами начали приготовления к поеданию петушка (в некоторых они уже начали его ощипывать или жарить). Кот достаёт из мешка или коробки гусли (в других вариантах сказки — скрипку; в украинских — также бандуру) и начал играть. Под аккомпанемент кот поёт песню про лису-похитительницу и её детёнышей. Услышав музыку, лисье семейство решает узнать, кто там, после чего в лиса одного за одним посылает своих лисят наружу. Кот же «стук в лобок да в коробок» сначала лисят, а затем и саму Патрикеевну (в некоторых вариант кот не только «стукает», но и убивает лисиц). В некоторых украинских вариантах, наоборот, в мешок попадает сначала лиса, а затем и лисята; после чего кот хорошенько избивает их прямо в мешке.
После окончательного освобождения петух возвращается с котом домой, где они стали жить-поживать, да добра наживать. В украинской сказке по возвращению общипанный петушок сидел на печи, никому постороннему дверь дверь не открывал, и так с котиком они прожили дружно долгие годы.
Некоторые варианты этой сказки начинаются сразу с того, что кот и петушок весело живут в своём доме: котик играл на скрипке, а петушок пел песенки.
В варианте из Никольского уезда хэппи-энда нет: лиса съедает петуха, и кот ни с чем возвращается домой. В вариантах с Жихарем вместо петуха его похищает Баба-Яга или ведьма, после чего события развиваются по сказочному сюжету «Мальчик и ведьма».

## В культуре
- Одним из иллюстраторов этой сказки являлся украинский советский художник Евгений Удин.

## Адаптации

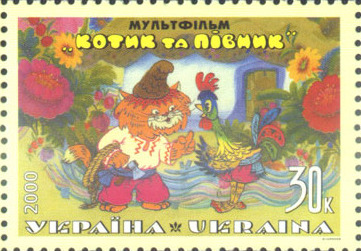
Почтовая марка Украины 2000 г., экранизация 1991 г.

- «Петушок — золотой гребешок» (1955 г., Союзмультфильм) — мультфильм-экранизация русской сказки литературной обработке Толстого.
- «Котик и петушок»[4] (1991 г., Киевнаучфильм) — рисованный мультфильм-экранизация украинской сказки.
- Вариант с Жихарем экранизировался в виде мультфильма два раза:
  - «Жихарка» (1977 г., Союзмультфильм) — рисованный мультфильм;
  - «Жихарка» (2006 г, «Пилот») — мультфильм в технике перекладки, здесь Жихарка является девочкой;
- Детские спектакли по сказке «Котик и петушок» ставятся на сценах многих театров России, Украины и Беларуси.
- «Лисичка, котик и петушок» — детская опера украинского композитора Кирилла Стеценко[5].
- «Котик и петушок» (1997 г.) — пьеса украинских режиссёра Сергея Ефремова совместно с Григория Усача[укр.].